# IBM 701

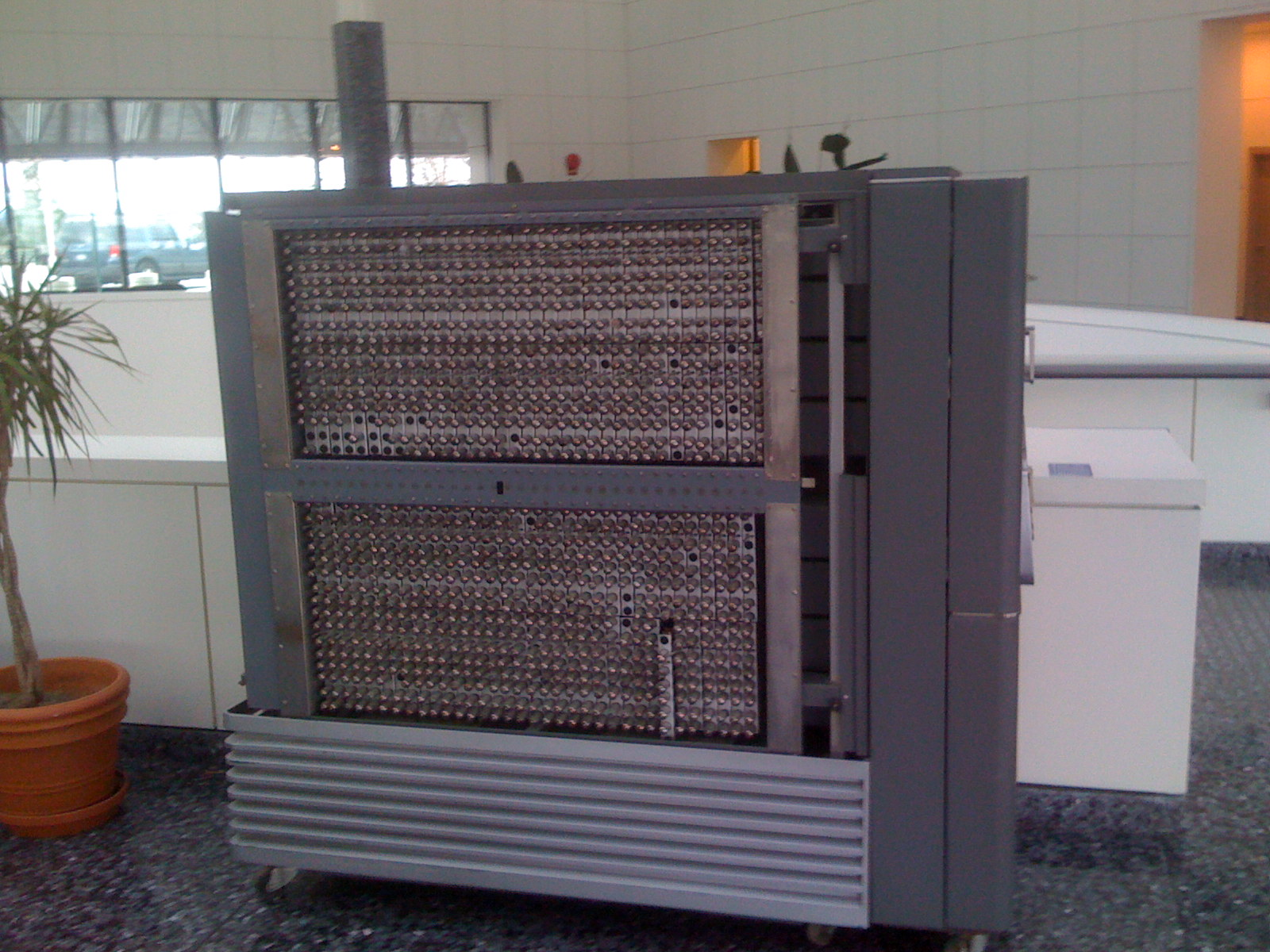
processador de quadros (frames) do IBM 701

O IBM 701, conhecido como a Calculadora da defesa (Defense Calculator)  enquanto em desenvolvimento, foi anunciado ao público em 29 de abril de 1952, e foi o primeiro computador científico comercial da IBM. A primeira máquina de produção foi embarcada de para Nova Iorque em dezembro de 1962. Outros computadores desta família foram os IBM 702 e o IBM 650.

## Descrição
O sistema utilizava armazenagem eletrostática, composta de 72 tubos de Williams com capacidade de 1024 bits cada, dando um total de memória de 2048 palavras de 36 bits cada. Cada um dos 72 tubos de Williams tinha três polegadas de diâmetro. A memória podia ser expandida para um máximo de 4096 palavras de 36 bits pela adição de um segundo conjunto de 72 tubos de Williams ou substituindo a memória inteira com memória de ferrite magnética. A memória de tubos de Williams e, posteriormente, a memória de ferrite tinham, cada uma, um tempo de ciclo de memória de 12 microssegundos. A memória de tubos de Williams necessitavam refriamentos periódicos, a obrigando a inserção de ciclos de renovação no timing do 701. Uma adição necessitava cinco ciclos de 12 microsegundos, dois dos quais eram ciclos de refresh, uma multiplicação ou divisão exigiam 38 ciclos (456 microssegundos).
O conjunto de instruções tinha tamanho de 18 bits, de endereço único assim distribuídos:
- Sinal (1 bit)
- Código da operação (5 bits) - 32 instruções
- Endereço (12 bits) - 4096 endereços de meia palavra

Números podiam ser de 36 bits ou de 18 bits, de sinal-magnitude, de ponto fixo.
O IBM 701 tinha apenas 2 registradores acessíveis ao programador:
1. O acumulador com 38 bits de tamanho (adicionando 2 bits de overflow).
2. O multiplicador/quociente tinha 36 bits de tamanho.

O sistema IBM 701 era composto pelas seguintes unidades:
- IBM 701 - Unidade de Controle Analítica (CPU)
- IBM 706 - Unidade de Armazenamento eletrostática (2048 palavras de memória CRT)[3]
- IBM 711 - Leitora de cartões perfurados (150 cartões/min.)
- IBM 716 - Impressora (150 linhas/min.)
- IBM 721 - Gravador de cartões perfurados (100 cartões/min.)
- IBM 726 - Leitor/Gravador de fita magnética (100 Bits/polegada)
- IBM 727 - Leitor/Gravador de fita magnética (200 Bits/polegada)
- IBM 731 - Leitor/Gravador de tambor magnético
- IBM 736 - Quadro de energia #1
- IBM 737 - Unidade de armazenamento de núcleo magnético (4096 palavras de memória de núcleo)
- IBM 740 - Gravador de saída do tubo de raios catódicos
- IBM 741 - Quadro de energia #2
- IBM 746 - Unidade de Distribuição de Energia
- IBM 753 - Unidade de Controle de fita magnética (controlava até dez IBM 727s)

Dezenove sistemas IBM 701 foram instalados. A Universidade da Califórnia em Livermore desenvolveu uma linguagem de compilação e sistema de execução chamado de KOMPILER para o seu 701. Um compilador Fortran não foi lançado pela IBM até o lançamento do IBM 704.
O 701 pode reivindicar ser o primeiro computador que demonstrou o potencial da inteligência artificial com o programa de jogo de xadrez de Artur Samuel.
O IBM 701 competia com o ERA 1103 da Remington Rand no mercado de computação científica, que tinha sido desenvolvido pela NSA, então mantido em segredo até que a permissão para comercializá-lo foi obtida em 1953. No início de 1954, uma comissão do Estado-Maior Conjunto dos Estados Unidos solicitou que as duas máquinas fossem comparadas com o propósito de usá-las para um projeto de Previsão Numérica de Tempo Comum.